# Vallerano, Rom
Vallerano är Roms tjugofemte zon och har beteckningen Z. XXV. Under antiken tillhörde detta område familjen Valerii och bar beteckningen Fundus Valerianus. Zonen Vallerano bildades år 1961.

## Kyrkobyggnader
- Chiesa Madonna del Rosario, vid Via Laurentina. Kapell i nygotisk stil. 41°47′15″N 12°28′51″Ö / 41.787606°N 12.480917°Ö

## Arkeologiska lokaler
- Torre di Vallerano
- Area archeologica di Vallerano

## Övrigt
- Casale di Vallerano